# Liste der Wappen in Tirol

Lage Tirols in Österreich
Gliederung Tirols
Landeswappen
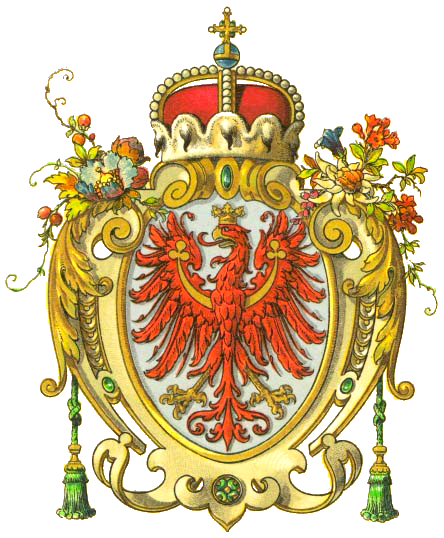
Gefürstete Grafschaft Tirol

## Bezirk Imst

Lage in Tirol
Arzl im Pitztal
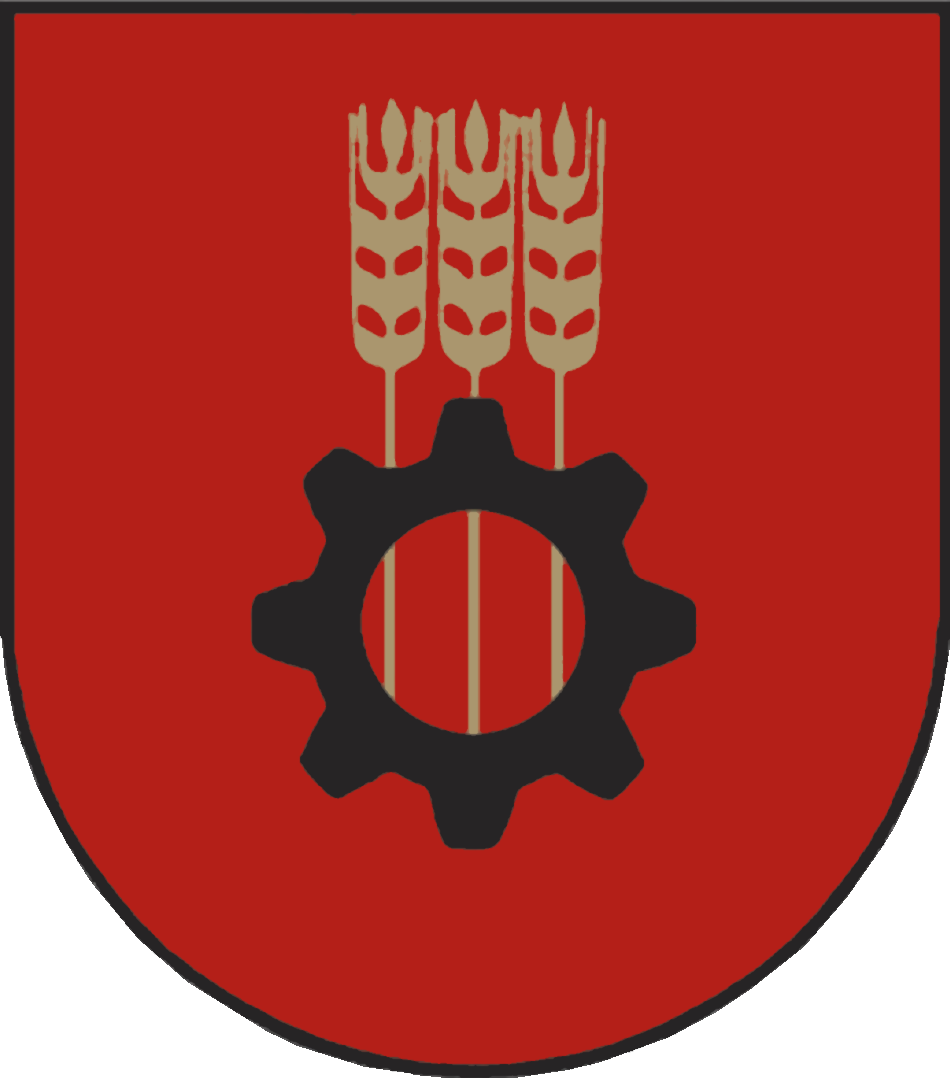
Haiming
Imst
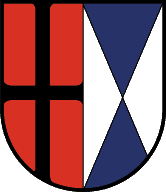
Imsterberg
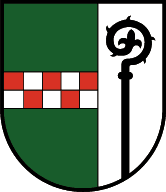
Jerzens
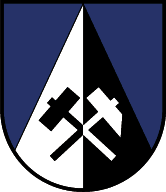
Karres
Karrösten
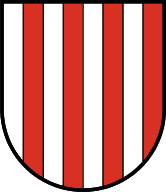
Längenfeld
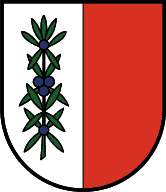
Mieming
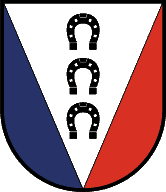
Mils bei Imst
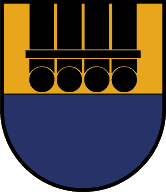
Mötz
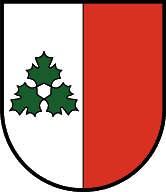
Nassereith
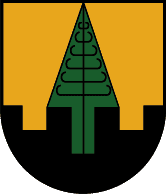
Obsteig
Oetz
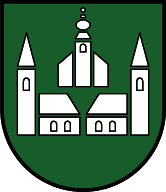
Rietz
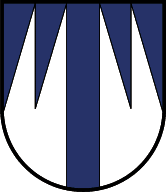
Roppen
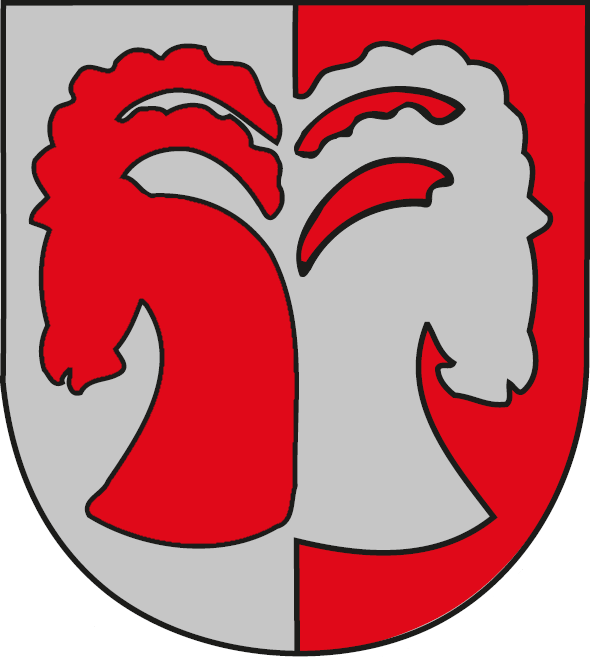
St. Leonhard im Pitztal
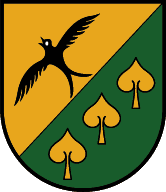
Sautens
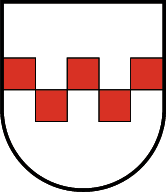
Silz
Sölden
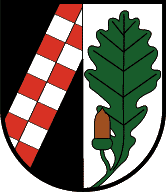
Stams
Tarrenz
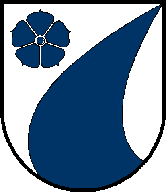
Umhausen
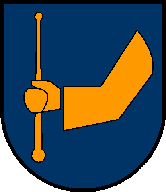
Wenns

## StatutarstadtInnsbruck

Lage in Tirol
Stadtwappen

## Bezirk Innsbruck-Land

Lage
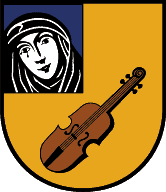
Absam
Aldrans
Ampass
Axams
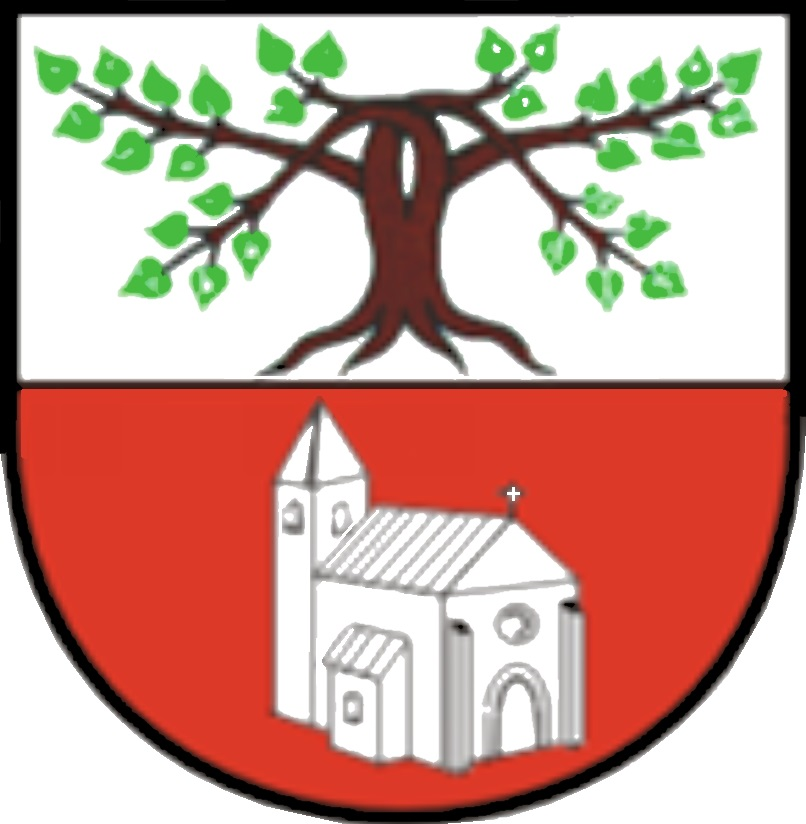
Baumkirchen
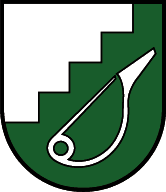
Birgitz
Ellbögen
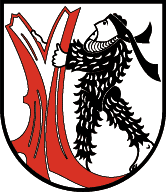
Flaurling
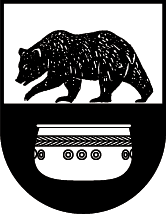
Fritzens
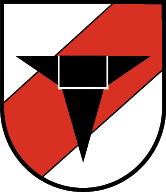
Fulpmes
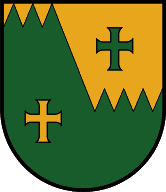
Gnadenwald
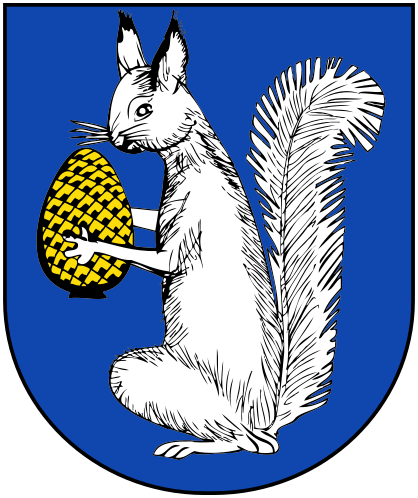
Götzens
Gries am Brenner
Gries im Sellrain
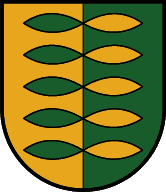
Grinzens
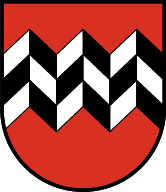
Gschnitz
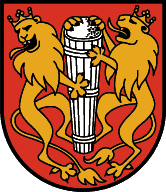
Hall in Tirol
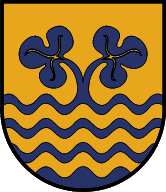
Hatting
Inzing
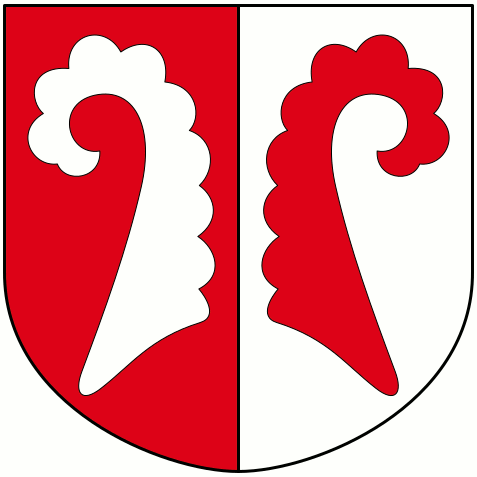
Kematen in Tirol
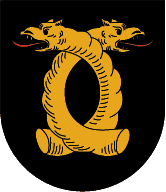
Kolsass
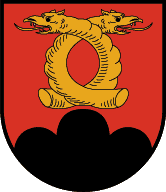
Kolsassberg
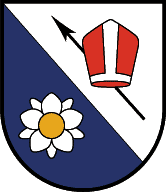
Lans
Leutasch
Matrei am Brenner
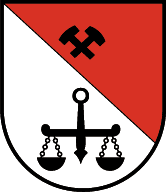
Mieders
Mils
Mutters
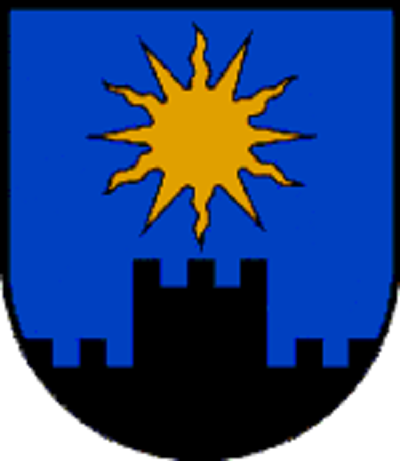
Natters
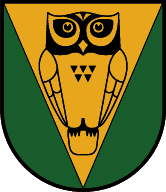
Navis
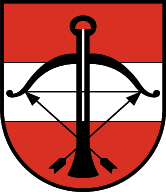
Neustift im Stubaital
Oberhofen im Inntal
Obernberg am Brenner
Oberperfuss
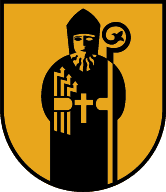
Patsch
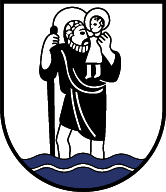
Pettnau
Pfaffenhofen
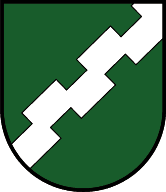
Polling in Tirol
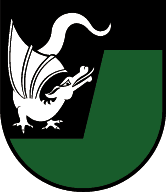
Ranggen
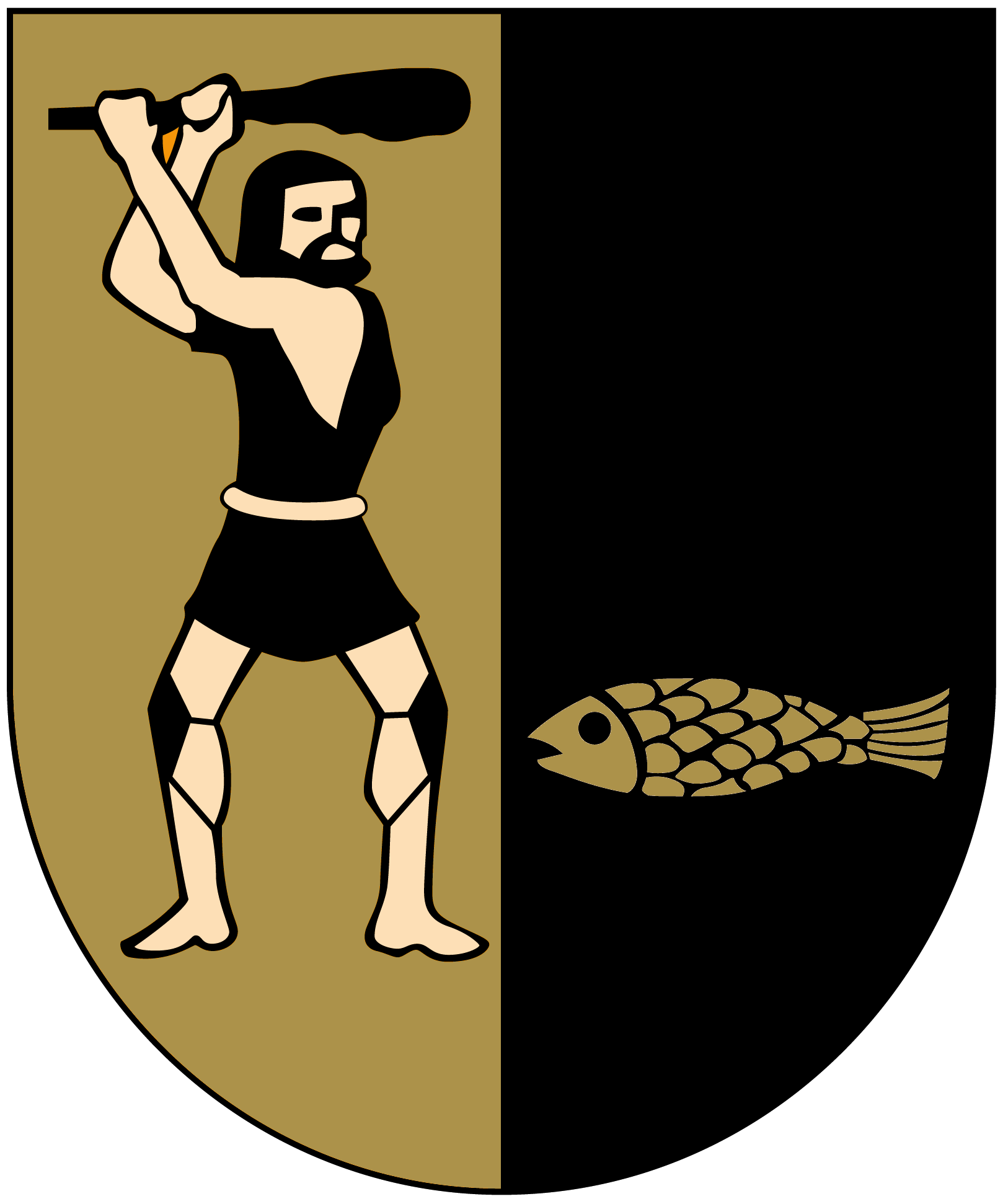
Reith bei Seefeld
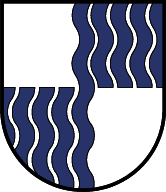
Rinn
Rum
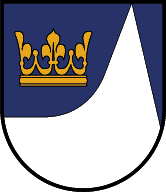
St. Sigmund im Sellrain
Scharnitz
Schmirn
Schönberg im Stubaital
Seefeld in Tirol
Sellrain
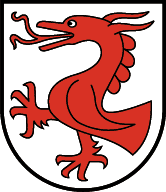
Sistrans
Steinach am Brenner
Telfes im Stubai
Telfs
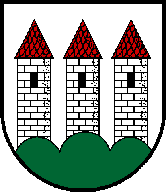
Thaur
Trins
Tulfes
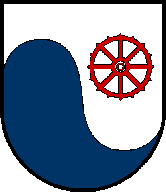
Unterperfuss
Vals
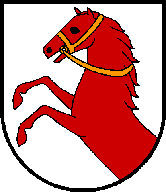
Völs
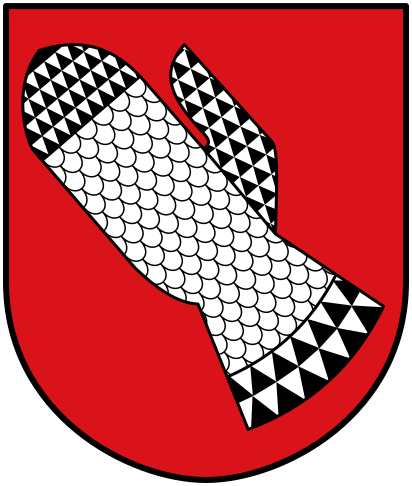
Volders
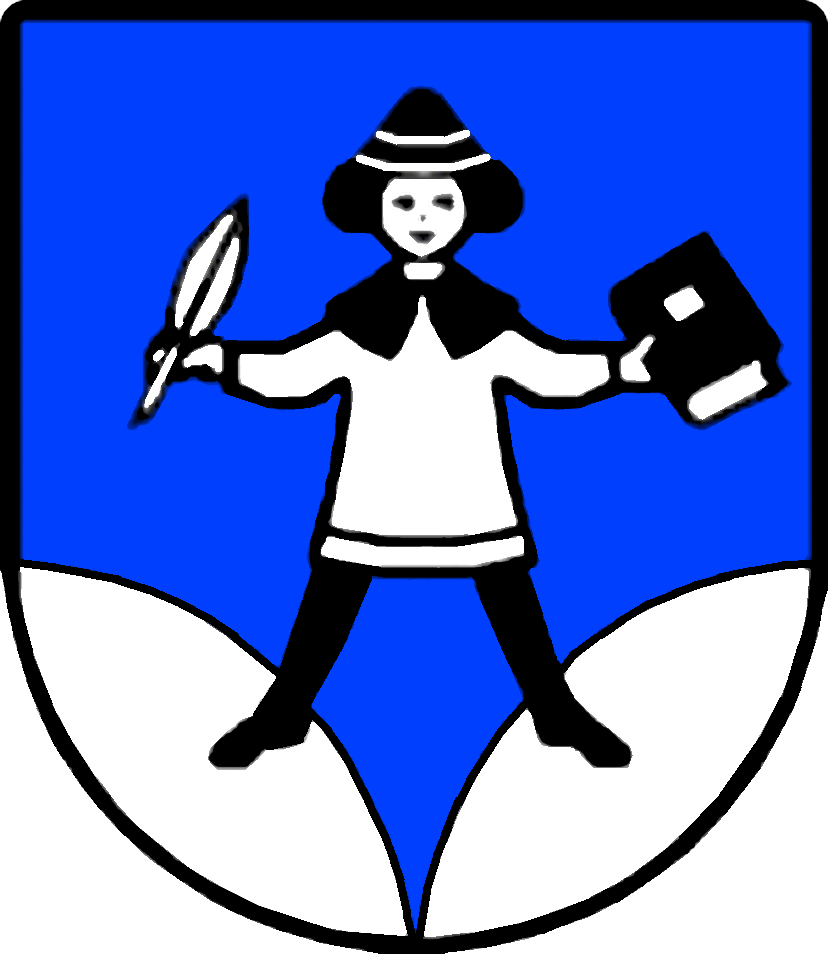
Wattenberg
Wattens
Wildermieming
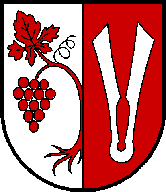
Zirl

## Bezirk Kitzbühel

Lage in Tirol
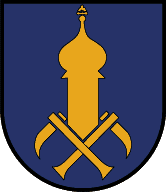
Aurach bei Kitzbühel
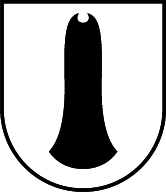
Brixen im Thale
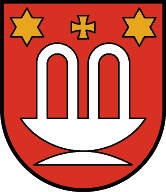
Fieberbrunn
Going am Wilden Kaiser
Hochfilzen
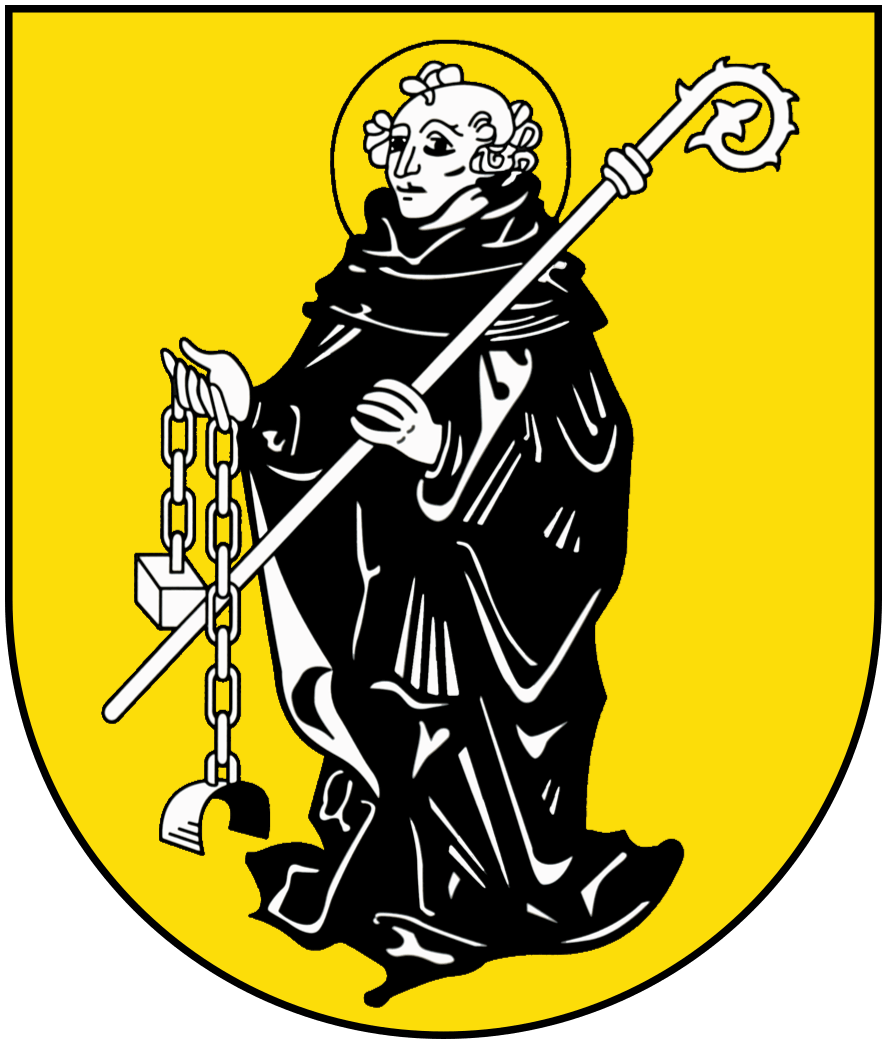
Hopfgarten im Brixental
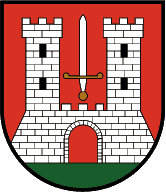
Itter
Jochberg
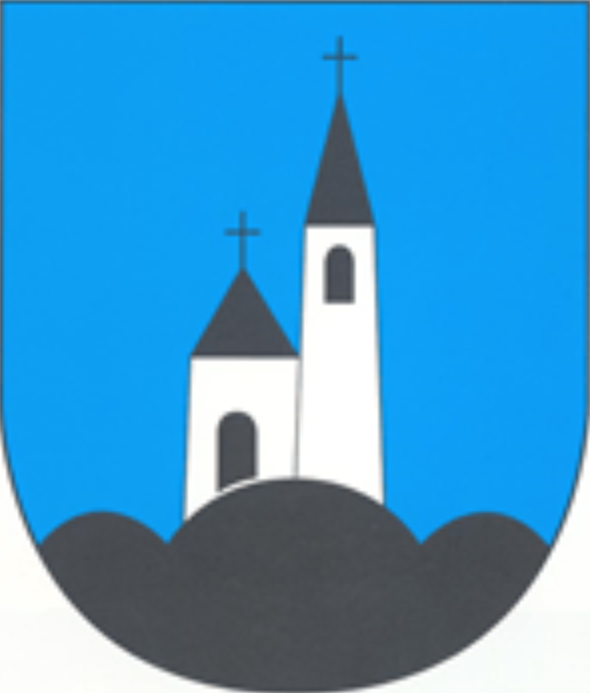
Kirchberg in Tirol
Kirchdorf in Tirol
Kitzbühel
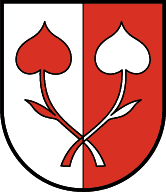
Kössen
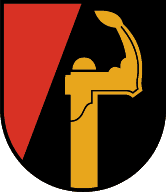
Oberndorf in Tirol
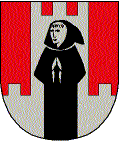
Reith bei Kitzbühel
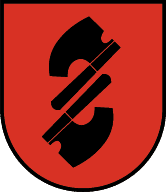
Schwendt
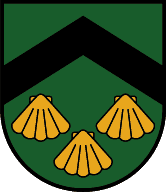
St. Jakob in Haus
St. Johann in Tirol
St. Ulrich am Pillersee
Waidring
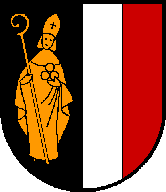
Westendorf

## Bezirk Kufstein

Lage in Tirol
Alpbach
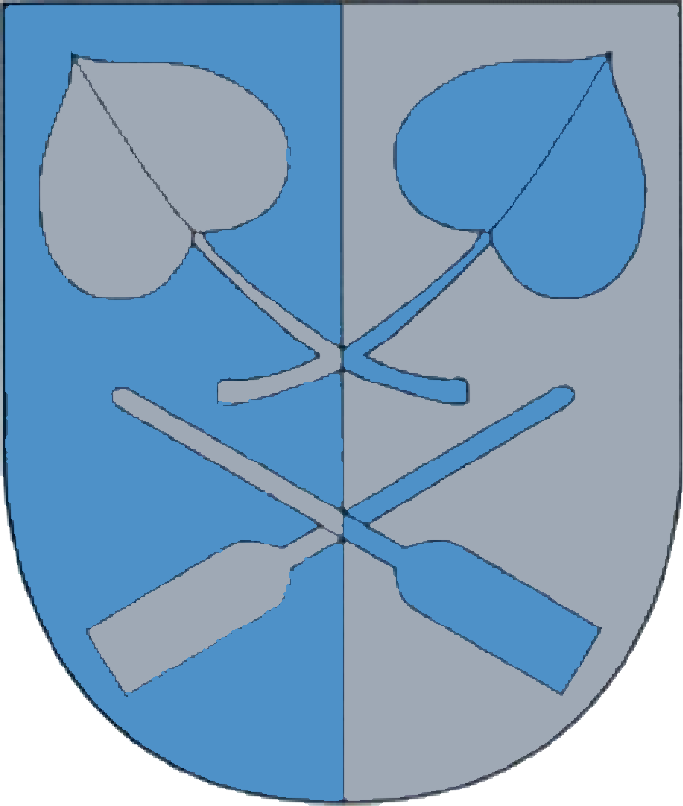
Angath
Angerberg
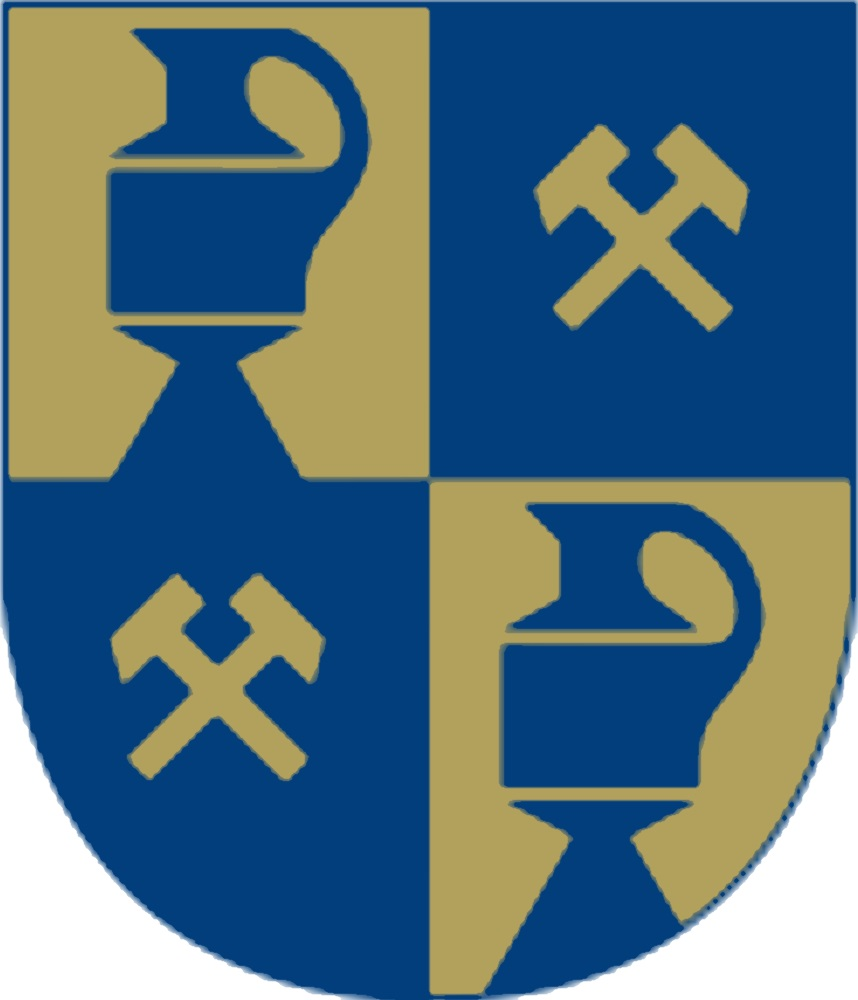
Bad Häring
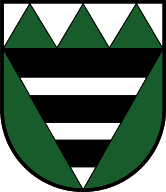
Brandenberg
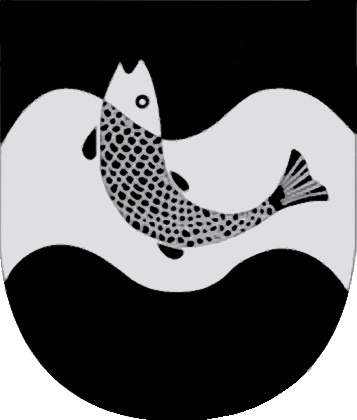
Breitenbach am Inn
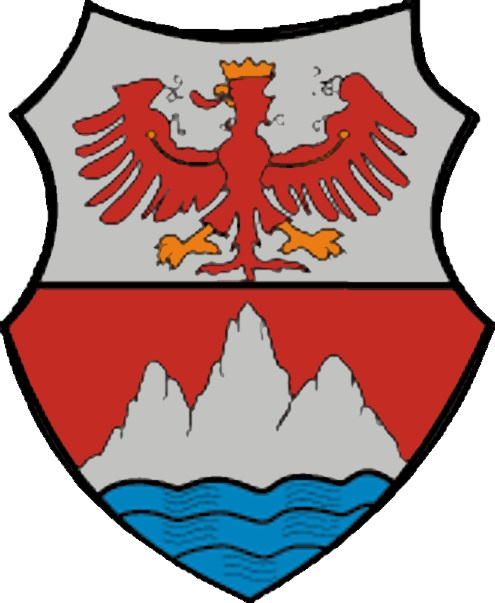
Brixlegg
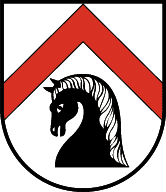
Ebbs
Ellmau
Erl
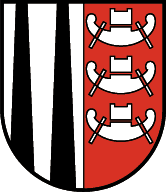
Kirchbichl
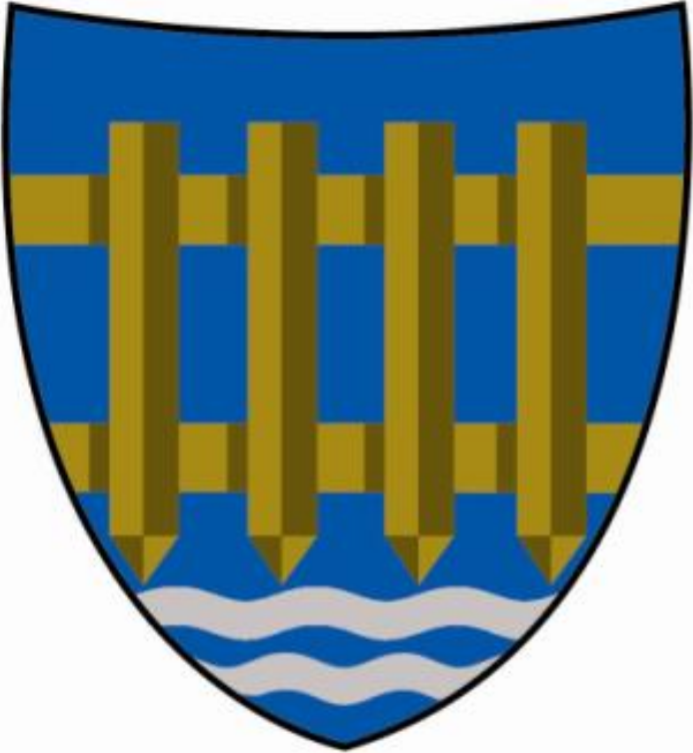
Kramsach
Kufstein
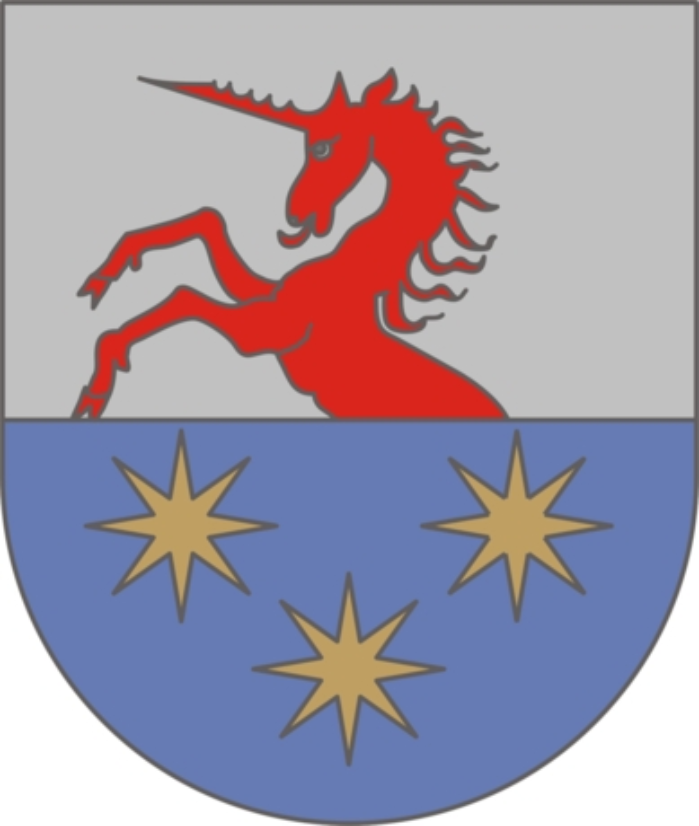
Kundl
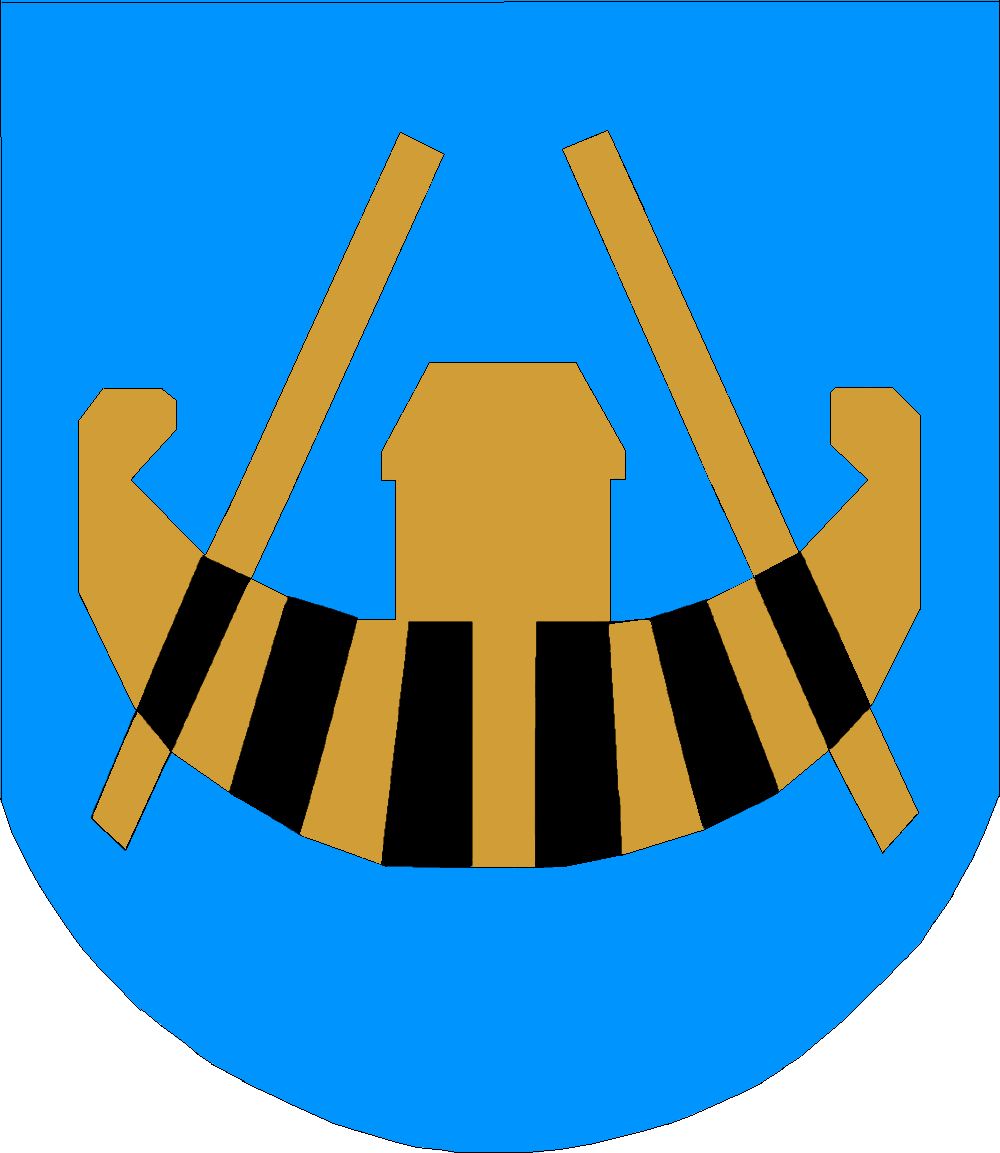
Langkampfen
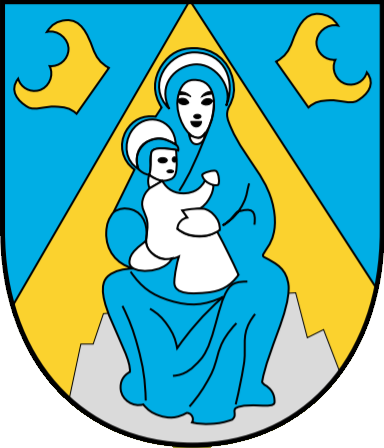
Mariastein
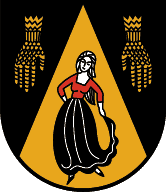
Münster
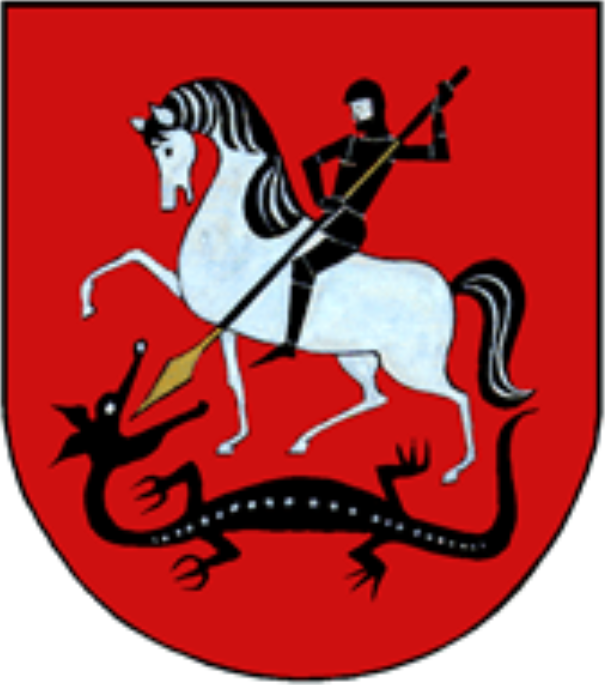
Niederndorf
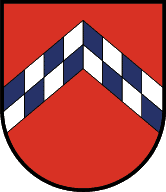
Niederndorferberg
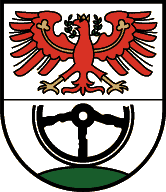
Radfeld
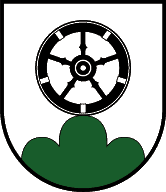
Rattenberg
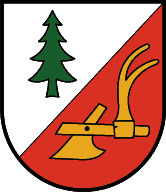
Reith im Alpbachtal
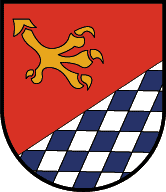
Rettenschöss
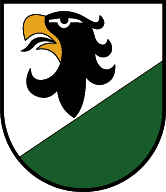
Scheffau am Wilden Kaiser
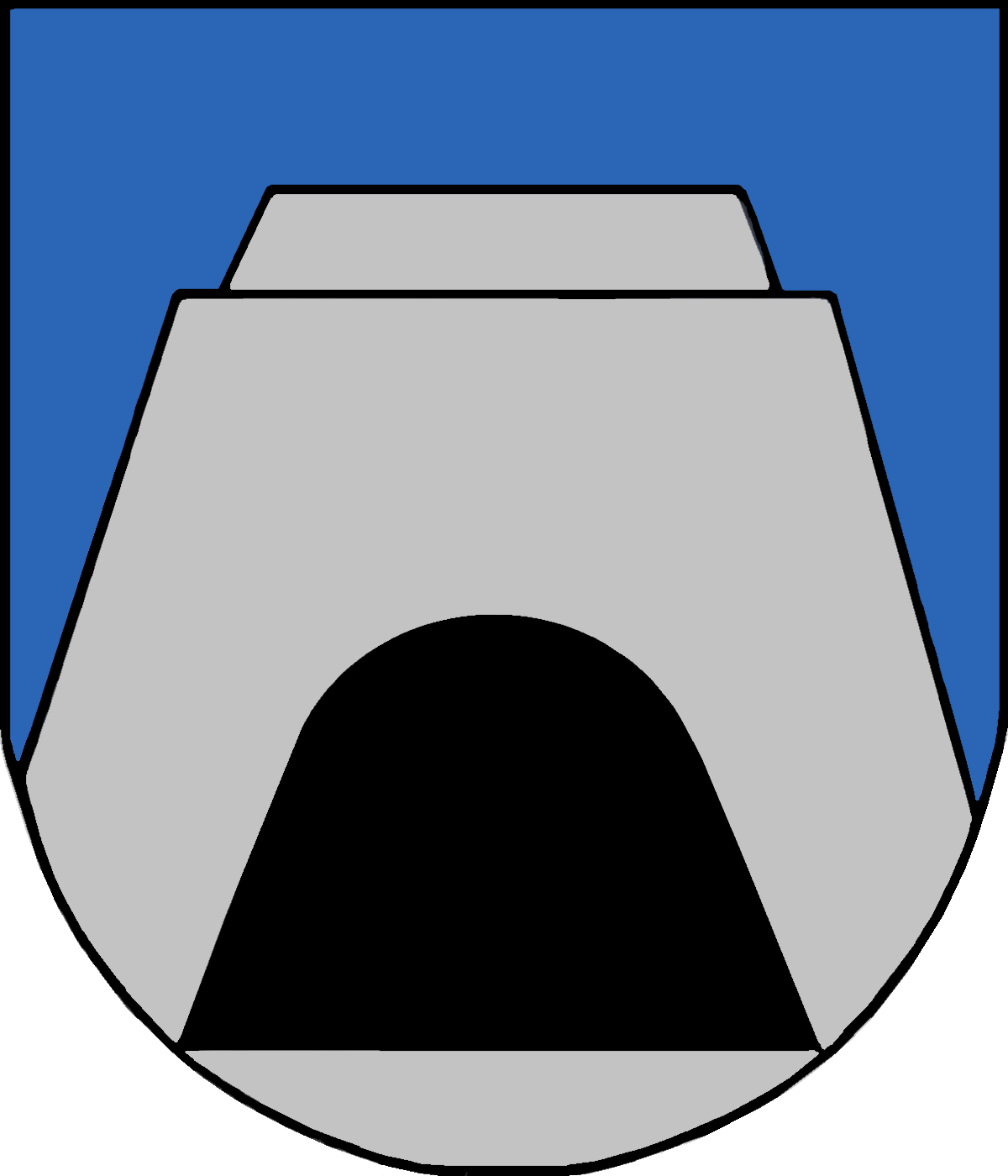
Schwoich
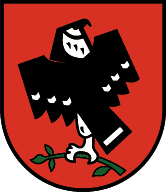
Söll
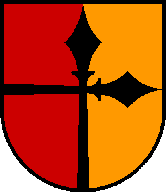
Thiersee
Walchsee
Wildschönau
Wörgl

## Bezirk Landeck

Lage in Tirol
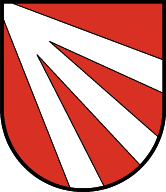
Faggen
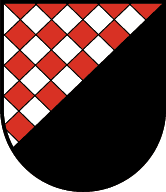
Fendels
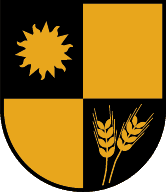
Fiss
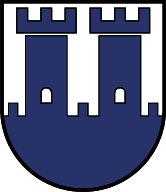
Fließ
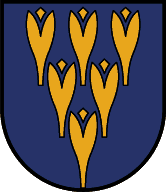
Flirsch
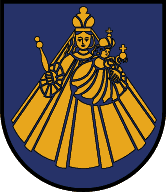
Galtür
Grins
Ischgl
Kappl
Kaunerberg
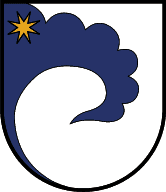
Kaunertal
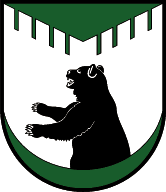
Kauns
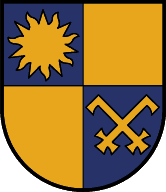
Ladis
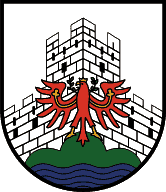
Landeck
Nauders
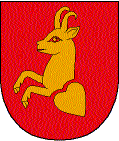
Pettneu am Arlberg
Pfunds
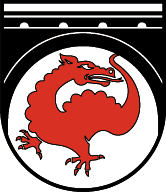
Pians
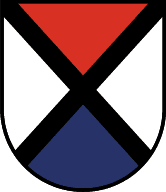
Prutz
Ried im Oberinntal
St. Anton am Arlberg
Schönwies
See
Serfaus
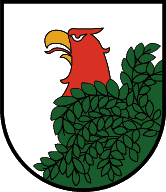
Spiss
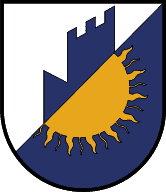
Stanz bei Landeck
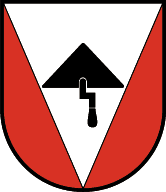
Strengen
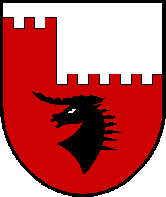
Tobadill
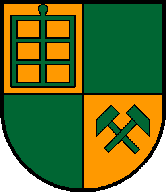
Tösens
Zams

## Bezirk Lienz

Lage in Tirol
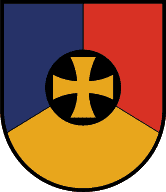
Ainet
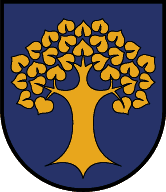
Amlach
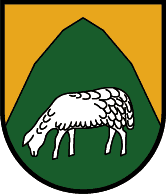
Anras
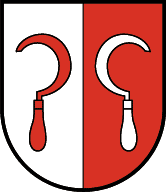
Assling
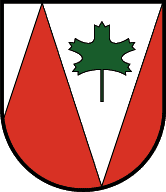
Außervillgraten
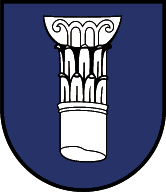
Dölsach
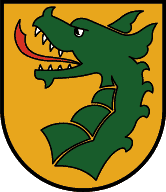
Gaimberg
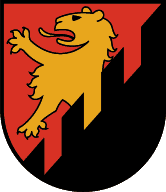
Heinfels
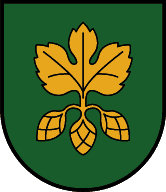
Hopfgarten in Defereggen
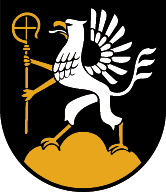
Innervillgraten
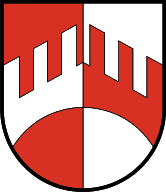
Iselsberg-Stronach
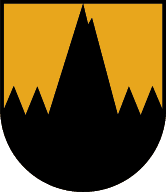
Kals am Großglockner
Kartitsch
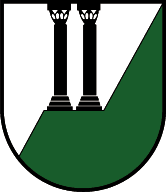
Lavant
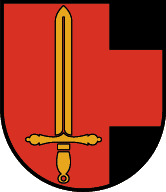
Leisach
Lienz
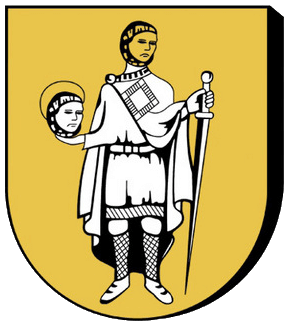
Matrei in Osttirol
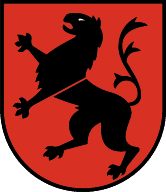
Nikolsdorf
Nußdorf-Debant
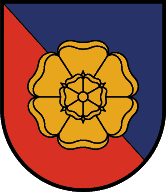
Oberlienz
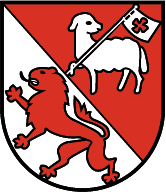
Obertilliach
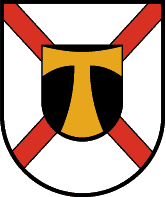
Prägraten am Großvenediger
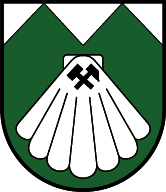
St. Jakob in Defereggen
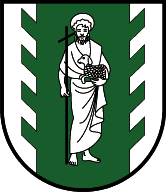
St. Johann im Walde
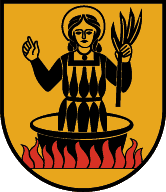
St. Veit in Defereggen
Schlaiten
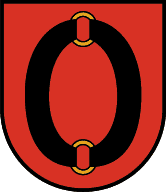
Sillian
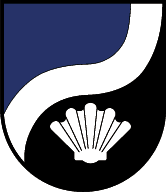
Strassen
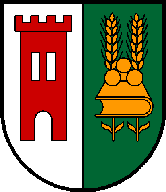
Thurn
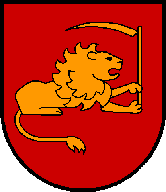
Tristach
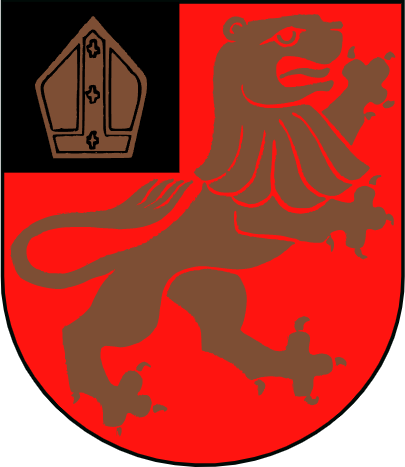
Untertilliach
Virgen

## Bezirk Reutte

Lage in Tirol
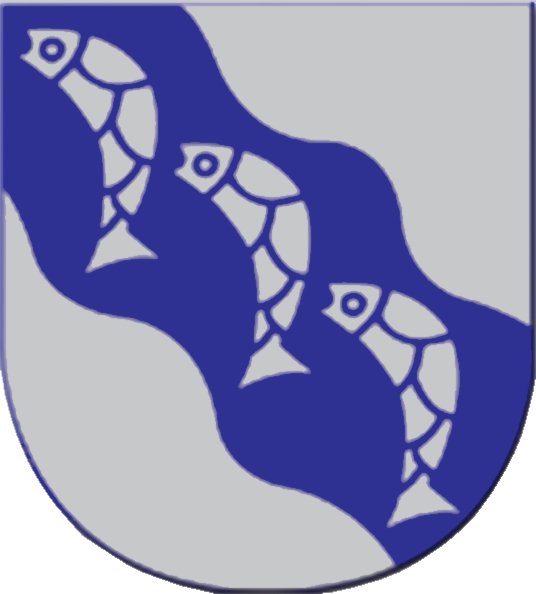
Bach
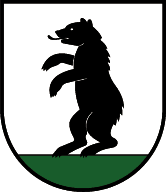
Berwang
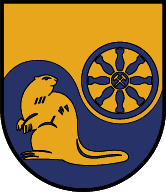
Biberwier
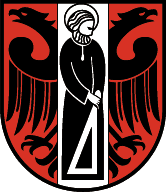
Bichlbach
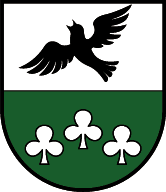
Breitenwang
Ehenbichl
Ehrwald
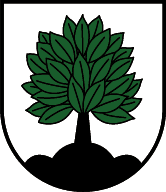
Elbigenalp
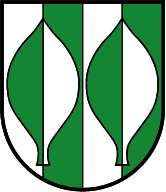
Elmen
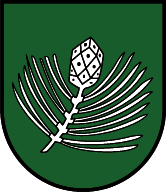
Forchach
Grän
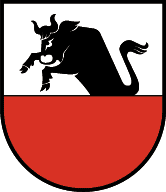
Gramais
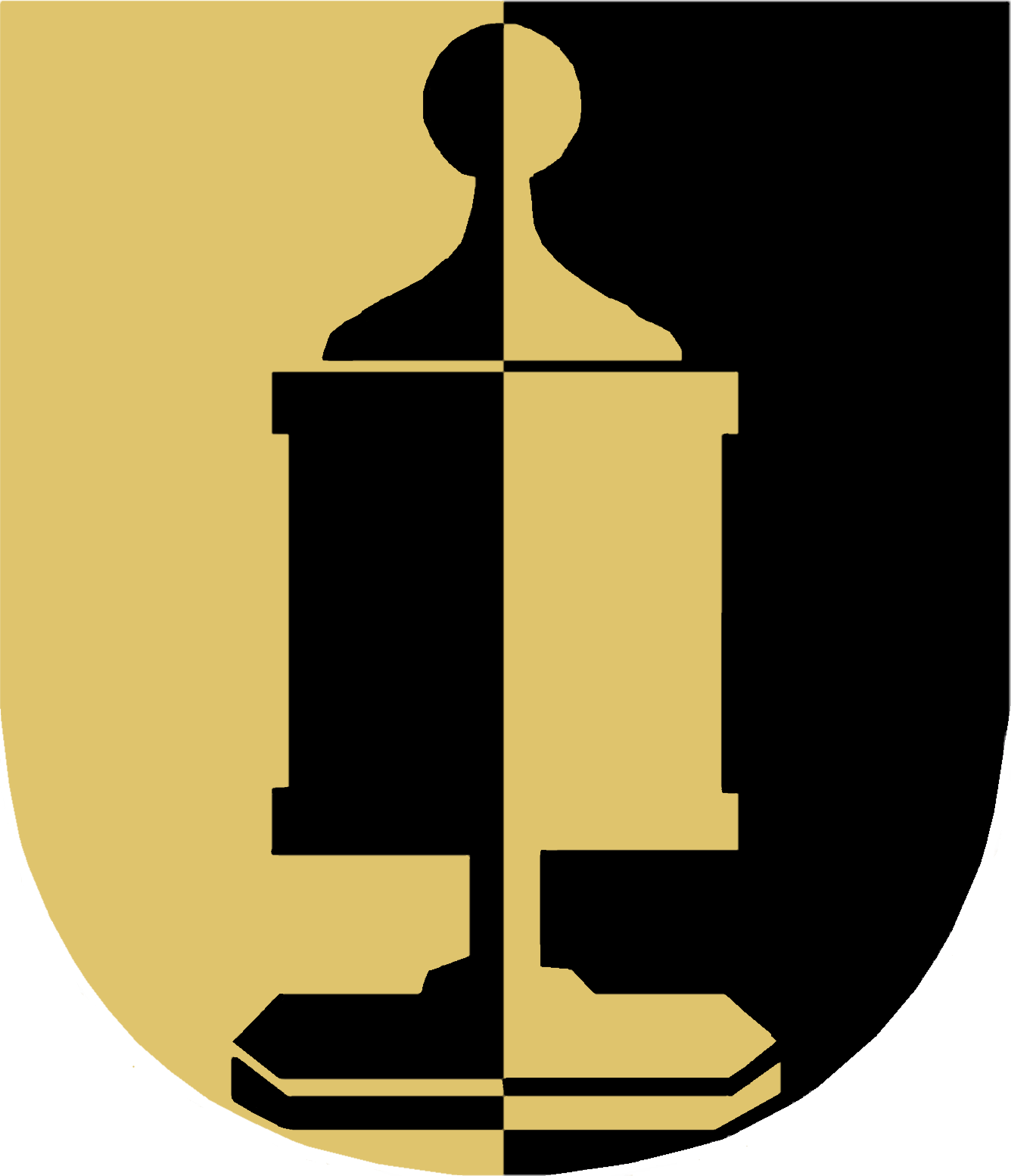
Häselgehr
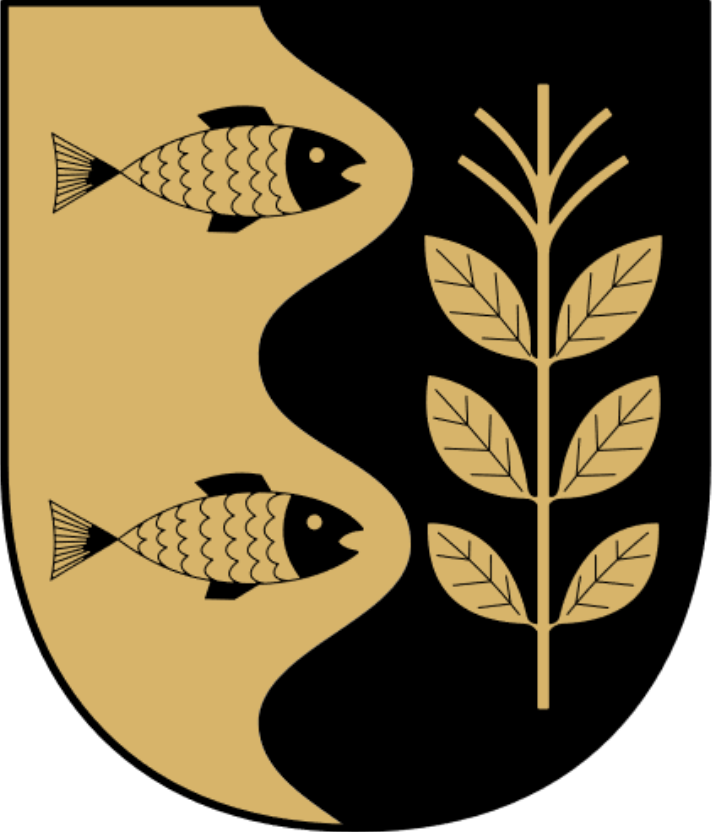
Heiterwang
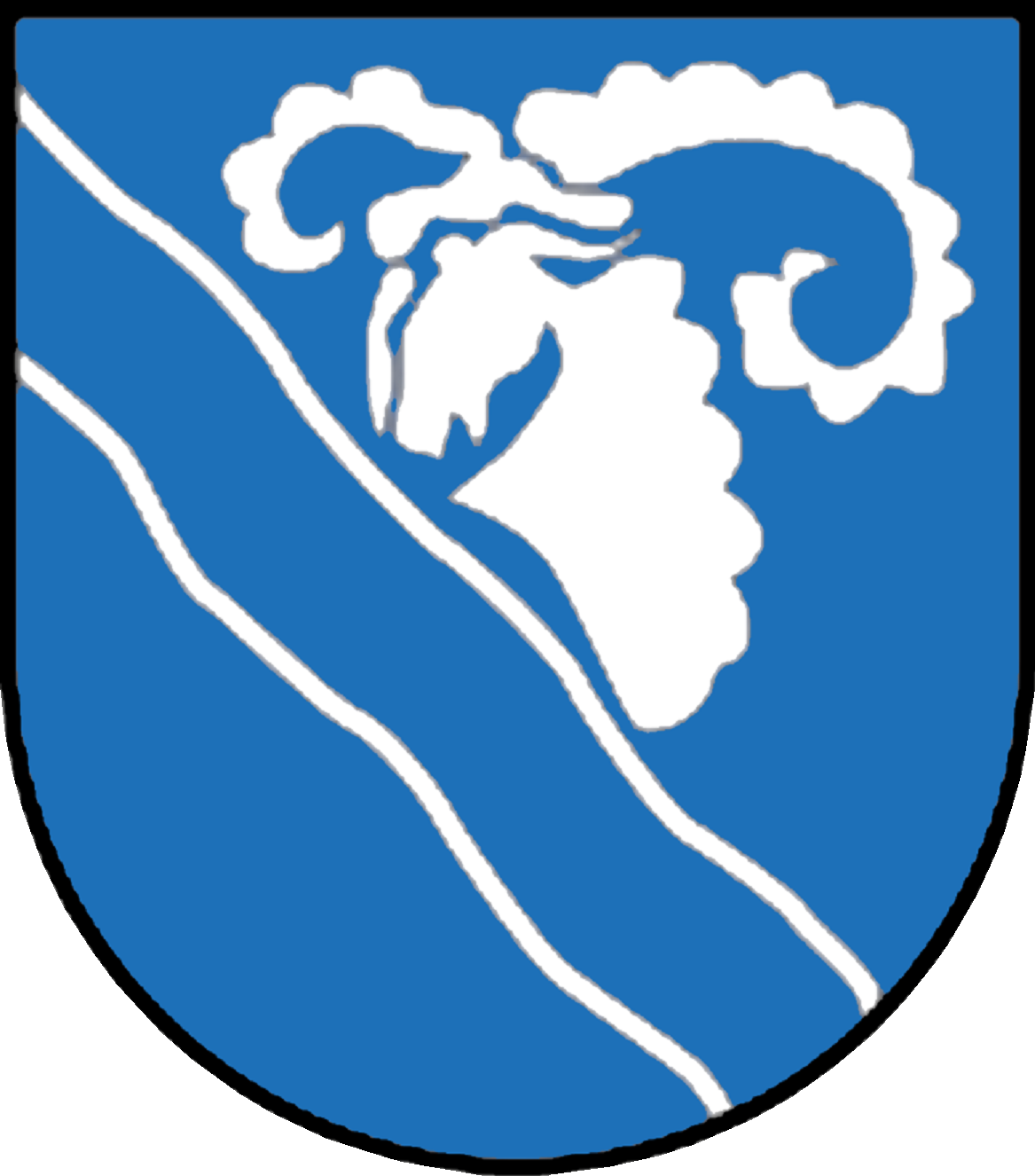
Hinterhornbach
Höfen
Holzgau
Jungholz
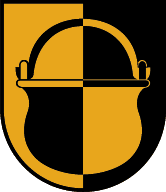
Kaisers
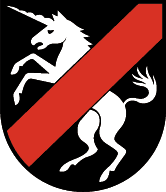
Lechaschau
Lermoos
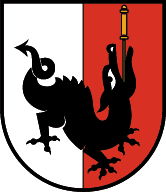
Musau
Namlos
Nesselwängle
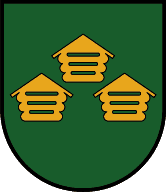
Pfafflar
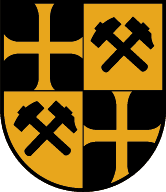
Pflach
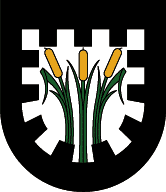
Pinswang
Reutte
Schattwald
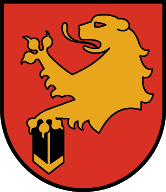
Stanzach
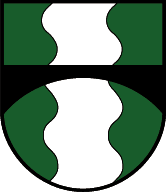
Steeg
Tannheim
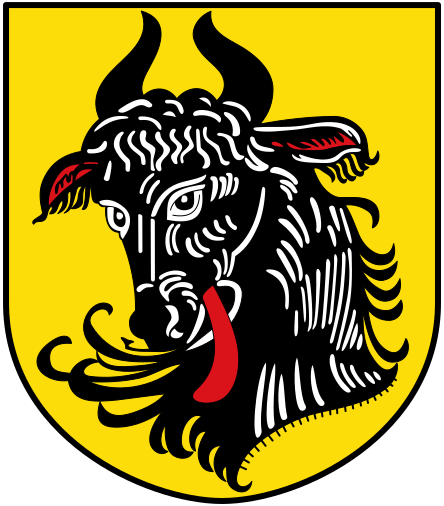
Vils
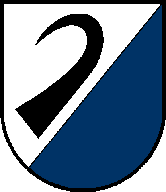
Vorderhornbach
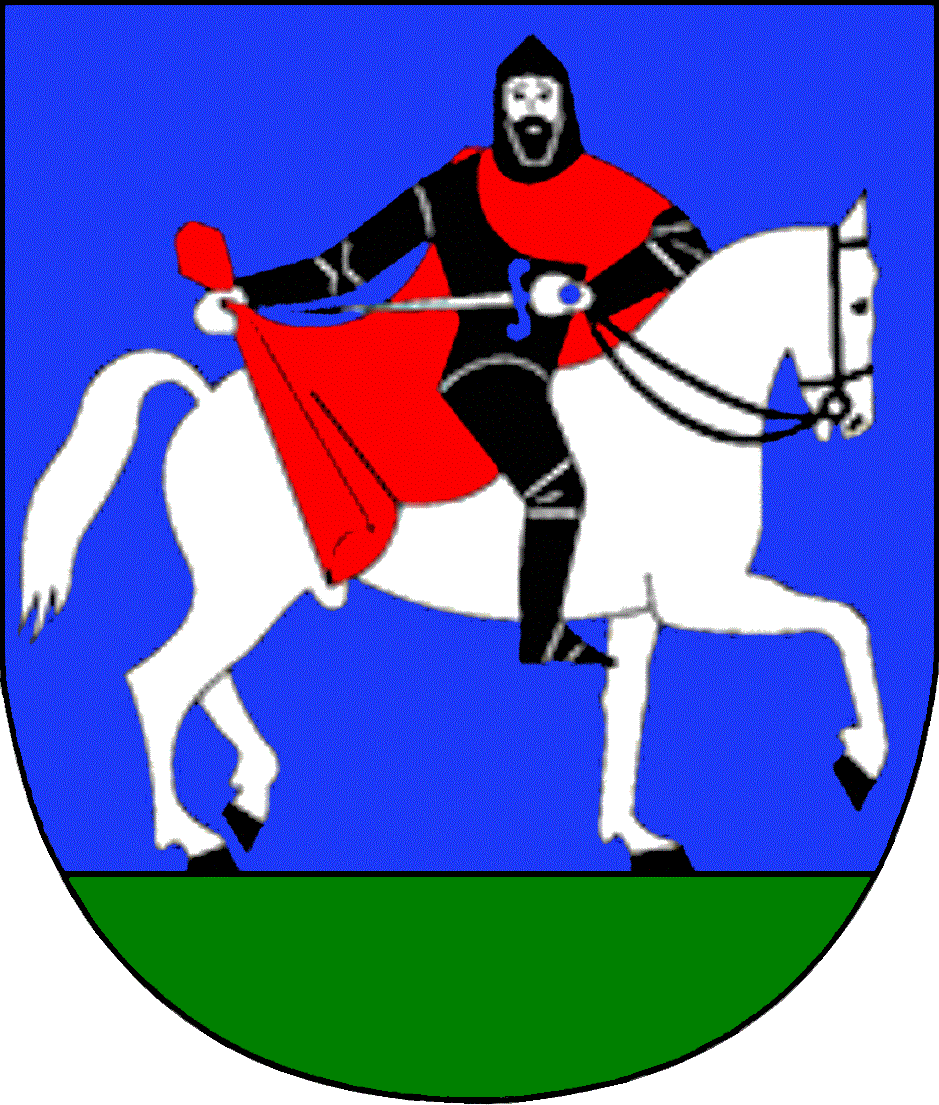
Wängle
Weißenbach am Lech
Zöblen

## Bezirk Schwaz

Lage in Tirol
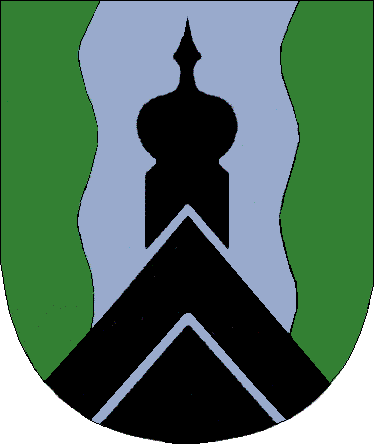
Achenkirch
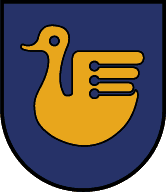
Aschau im Zillertal
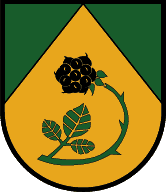
Brandberg
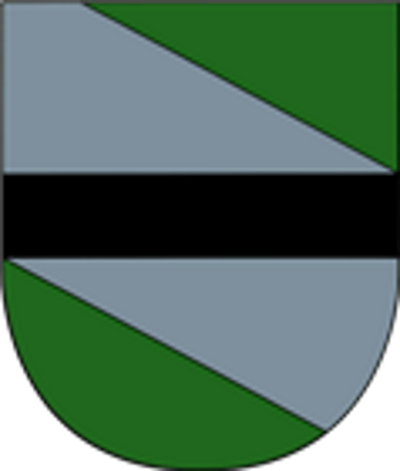
Bruck am Ziller
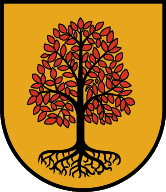
Buch in Tirol
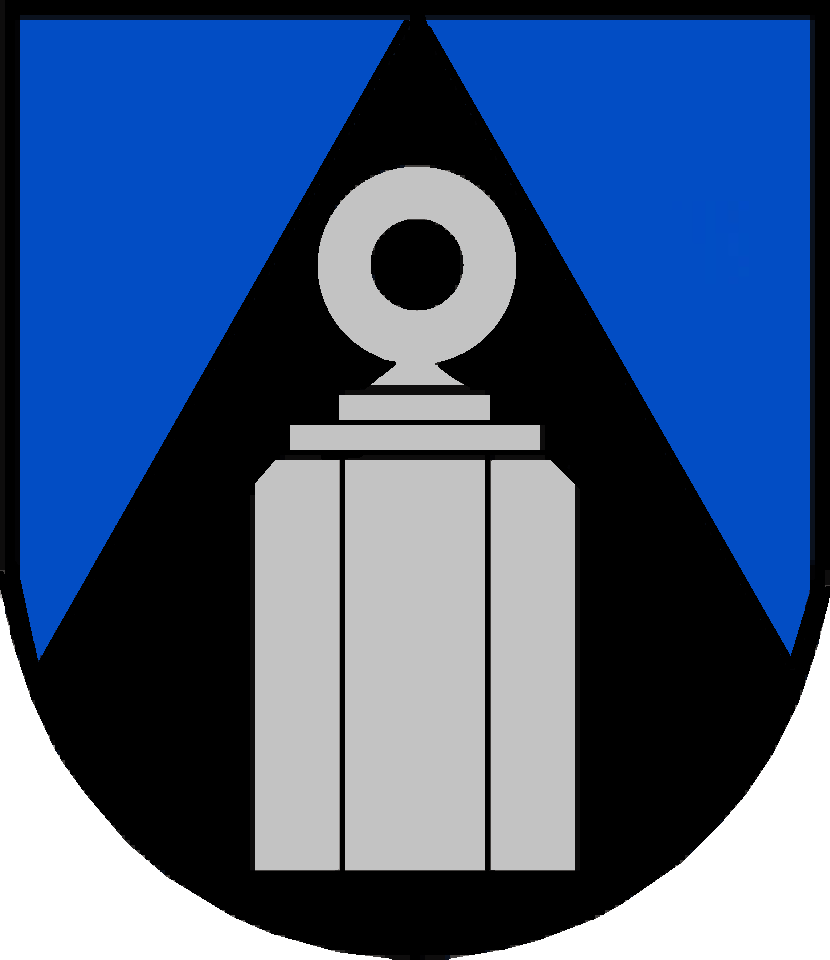
Eben am Achensee
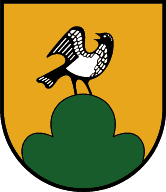
Finkenberg
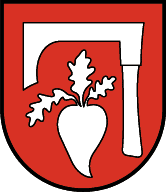
Fügen
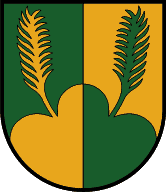
Fügenberg
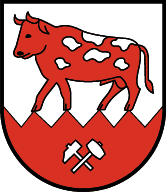
Gallzein
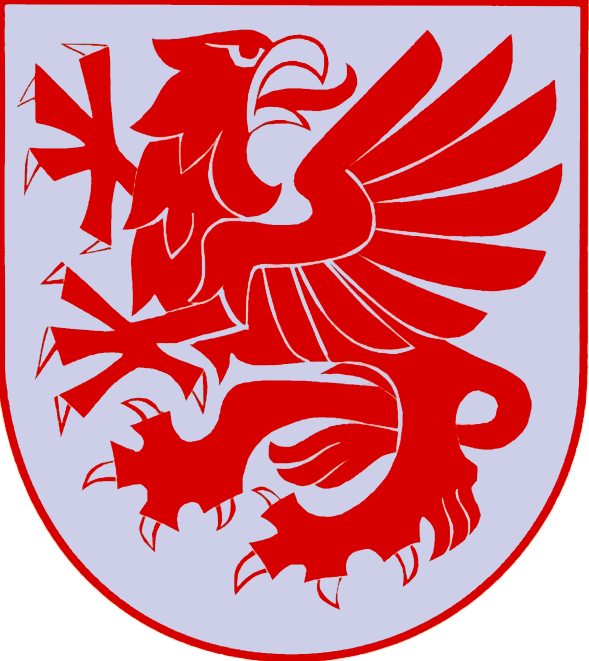
Gerlos
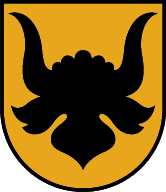
Gerlosberg
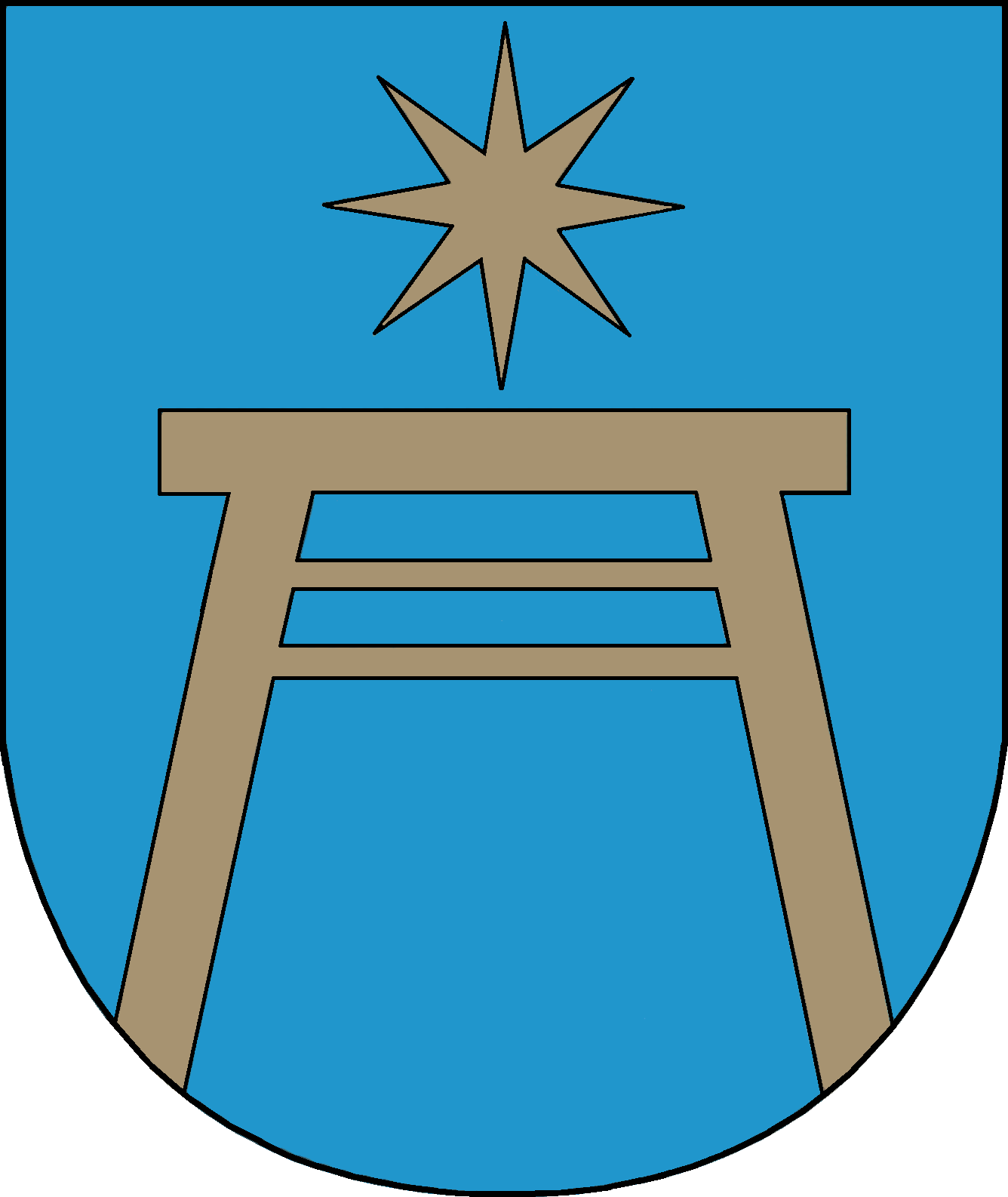
Hainzenberg
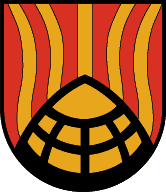
Hart im Zillertal
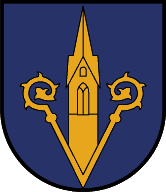
Hippach
Jenbach
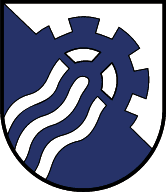
Kaltenbach
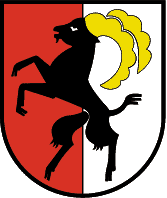
Mayrhofen
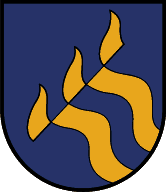
Pill
Ramsau im Zillertal
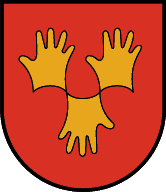
Ried im Zillertal
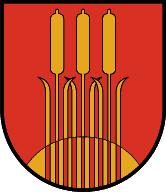
Rohrberg
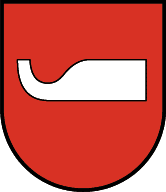
Schlitters
Schwaz
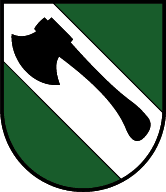
Schwendau
Stans
Steinberg am Rofan
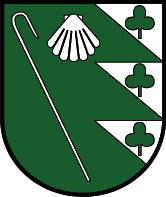
Strass im Zillertal
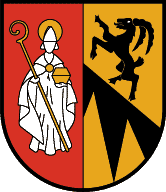
Stumm
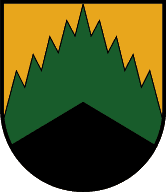
Stummerberg
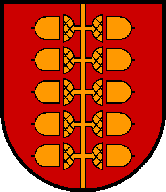
Terfens
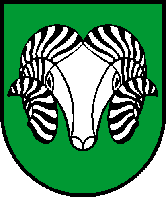
Tux
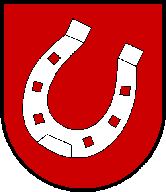
Uderns
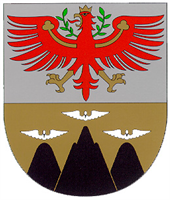
Vomp
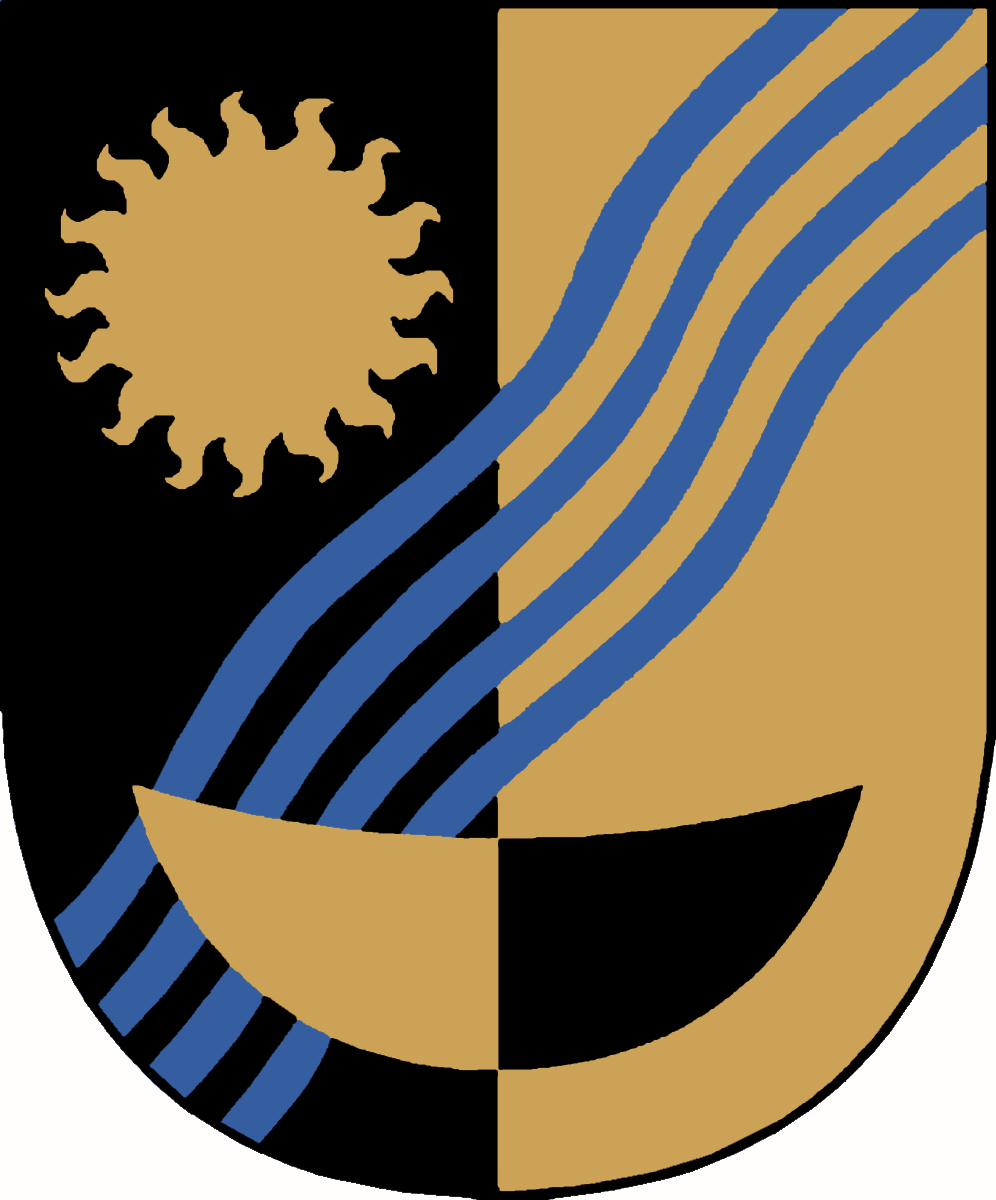
Weer
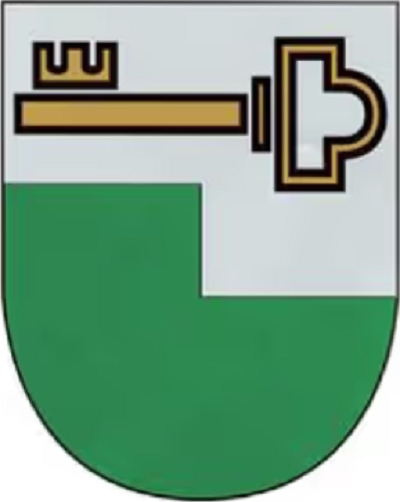
Weerberg
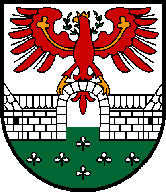
Wiesing
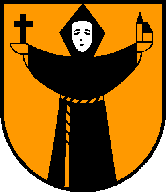
Zell am Ziller
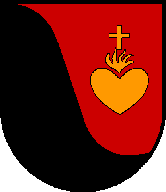
Zellberg

## Wappen von ehemaligen Gemeinden

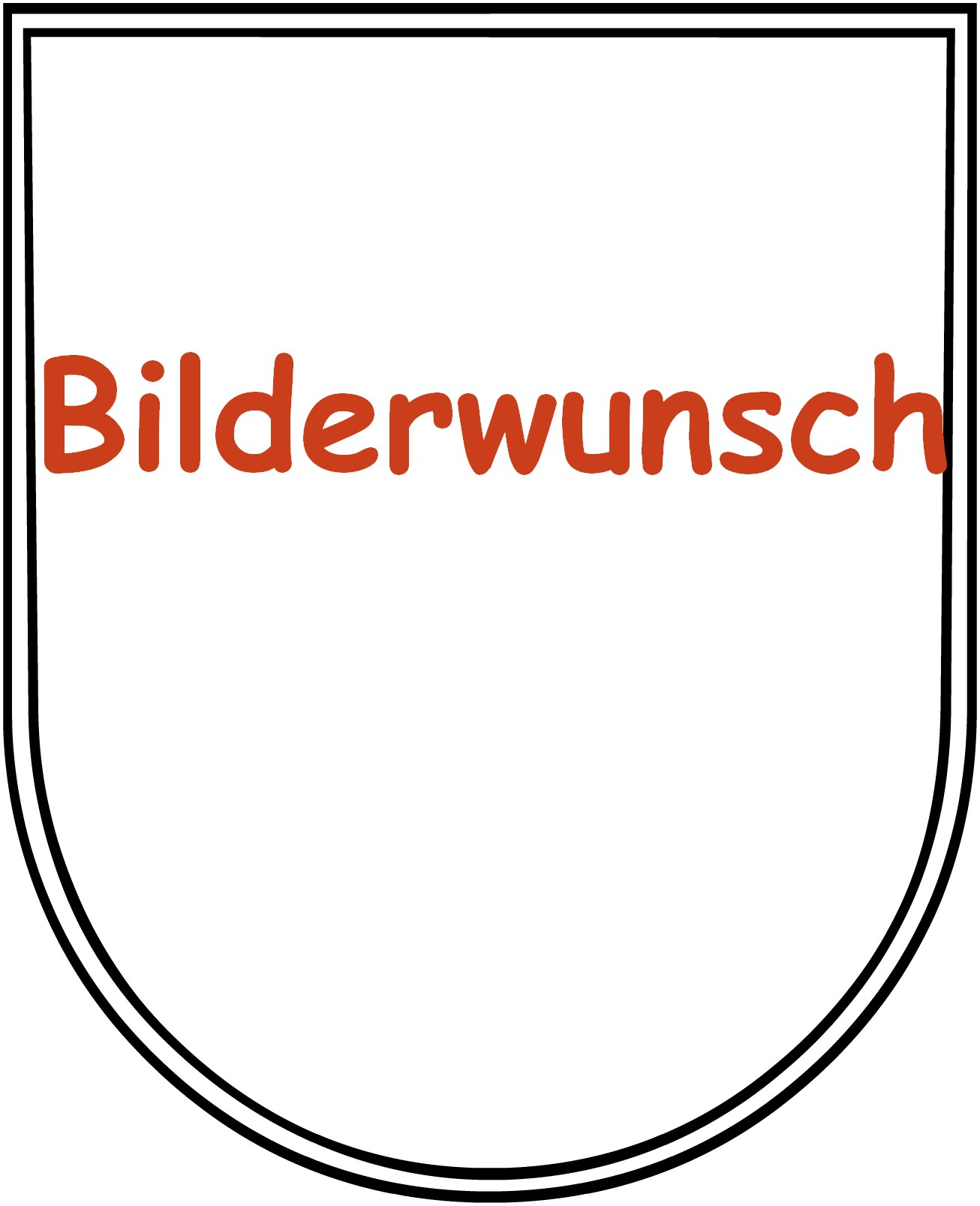
Hötting
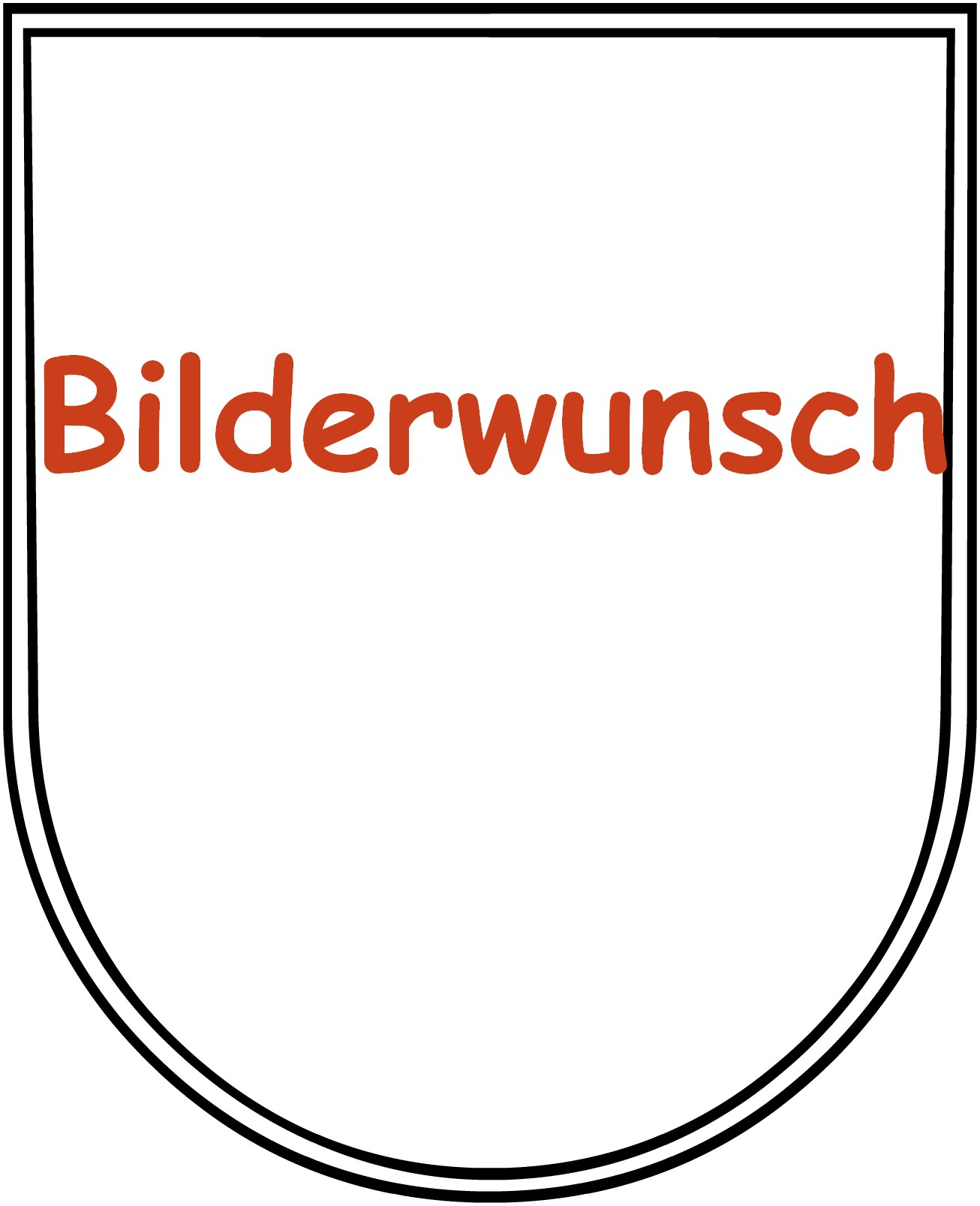
Mühlau
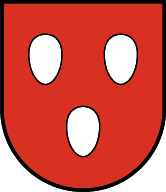
altes Wappen von Matrei am Brenner
Mühlbachl
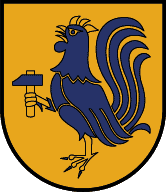
Pfons
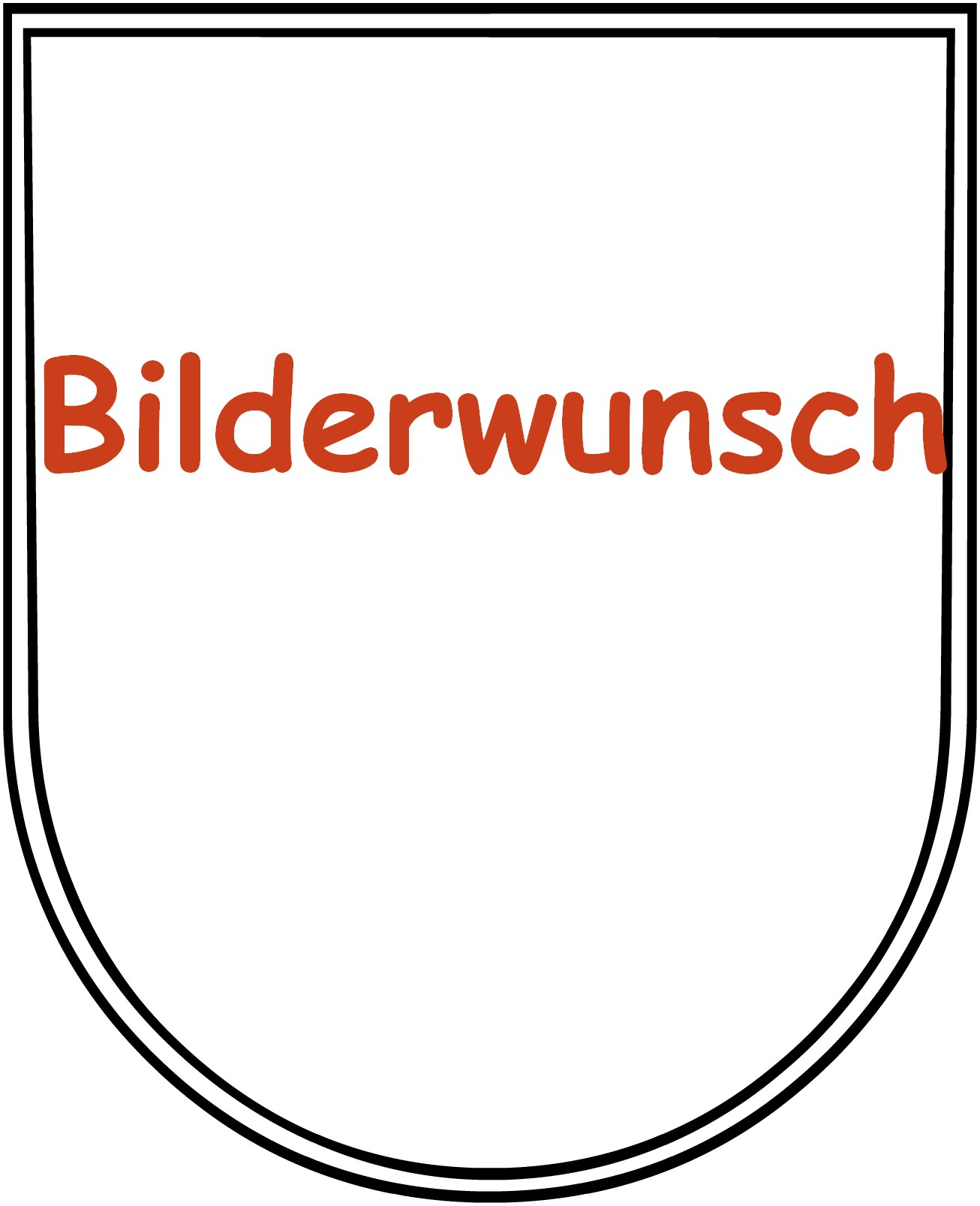
Wilten